# Theorie der Unternehmung
Unter Theorie der Unternehmung, auch Theorie des Unternehmens oder Theorie der Firma (engl. theory of the firm), versteht man verschiedene Modelle, die das Unternehmen, seine Entstehung und Funktion sowie sein Verhalten am Markt zu erklären versuchen. Weder steht ein spezielles Modell hinter dem Begriff noch ist dieser klar von der Unternehmenstheorie abzugrenzen. Es existiert ein betriebswirtschaftlicher und ein volkswirtschaftlicher Ansatz.
In der neoklassischen Theorie wurde die Existenz des Unternehmens vorausgesetzt. Es interagiert mit dem Markt, bestimmt Preise und Nachfrage und alloziert seine Ressourcen, um den Gewinn zu maximieren. Dabei kommt dem Preissystem eine bestimmende Funktion zu. Allerdings können damit die innere Struktur des Unternehmens und andere Faktoren, die auf die Entscheidungen einwirken, nicht erklärt werden. Heute fasst man daher nicht mehr lediglich die Prinzipien der Gewinnmaximierung unter dem Begriff Theorie der Unternehmung zusammen. Vielmehr wird darunter die Gesamtheit von heterogenen Theorien unterschiedlicher Fachgebiete verstanden, die sich theoretisch mit der Unternehmung und ihrer Einbettung in Märkte oder einzelnen Aspekten davon befassen. Dazu gehören z. B. auch die Arbeiten aus der Organisationstheorie (wegweisend die Veröffentlichung von Richard M. Cyert und James G. March von 1963), Soziologie und Systemtheorie (z. B. Niklas Luhmann) sowie Wirtschaftspsychologie. Immer wichtiger werden auch Theorien des Corporate Governance zur Wirkung von Anreizstrukturen.

## Betriebswirtschaftlich orientierte Unternehmenstheorien
Der betriebswirtschaftliche Ansatz beschäftigt sich mit konkreten Ausgestaltungen eines Betriebs bzw. Unternehmens, also mit den spezifischen Merkmalsausprägungen und funktionalen Einheiten von Unternehmen. Zwar ist diese Perspektive, die heute keine isolierte Disziplin mehr darstellt, von der eher handlungs- und entscheidungsorientierten Theorie der Unternehmensführung und von der strategisch ausgerichteten Unternehmenspolitik abzugrenzen. Jedoch handelt man sich Probleme ein, wenn man die Psychologie der Unternehmensführung ganz von einer mikroökonomisch fundierten Unternehmenstheorie trennt, wie es Erich Gutenberg versuchte, der in den 1950er Jahren in der deutschen Betriebswirtschaftslehre den Begriff der Unternehmenstheorie maßgeblich prägte. Gutenberg arbeitete die Aufteilung der Verantwortungsbereiche zwischen Eigentümern und Management heraus, schloss jedoch die Psychologie der Unternehmensführung aus seiner Analyse aus. Diese Ansätze wurden seit den 1970er Jahren ergänzt durch Ansätze, die die Interaktionen in Mehrpersonenunternehmen und Teams sowie das Prinzipal-Agent-Problem berücksichtigten oder sogar in den Mittelpunkt der Theorie des Unternehmens stellten. Hinzu kommen ressourcentheoretische Betrachtungen aus dem strategischen Management zur Erklärung von nachhaltigen Wettbewerbsvorteilen wie z. B. der ungleichgewichtstheoretische Ansatz von Edith Penrose: Statt Ressourcen auf Märkten einzukaufen, haben Unternehmen die Möglichkeit, immaterielle Werte wie Wissen selbst zu generieren. Seit den 1990er Jahren werden derartige Ansätze immer häufiger diskutiert, so etwa auch das Konzept der Dynamic Capabilities von David J. Teece.

## Volkswirtschaftlich orientierte Unternehmenstheorien
Die volkswirtschaftliche Theorie der Unternehmen betrachtet Unternehmen vor allem im Rahmen ihrer Marktbeziehungen und stellt grundlegende Fragen der Art: Was ist eine Unternehmung? Warum gibt es überhaupt Unternehmungen? Wie sind sie strukturiert und wie ziehen sie ihre Grenzen? Was ist ein Unternehmer? Sie befasst sich mit der Rolle der Unternehmung für das wirtschaftliche Gleichgewicht, für die Ressourcenallokation und den Wettbewerb und hinterfragt, ob die von der mikroökonomischen Theorie unterstellten Prämissen tatsächlich für alle Wirtschaftssubjekte gelten (z. B. die Annahmen einer vollkommenen Voraussicht oder fehlender Informationsmonopole). Außerdem beschäftigt sie sich mit den Formen der Unternehmung in nicht vom Markt dominierten Wirtschaftssystemen und mit der Frage, unter welchen Bedingungen Marktstrukturen oder Hierarchien effizienter sind und welche Anreize sie implizieren. Dabei nimmt sie immer mehr Anregungen der Institutionenökonomik auf.

## Einflüsse der Institutionenökonomik
Ronald Coase wies bereits in den 1930er Jahren auf die Bedeutung der Transaktionskosten und ihr Verhältnis zu den Hierarchie-(Bürokratie- und internen Kontroll-)kosten für die Strukturierung und Abgrenzung der Unternehmen untereinander hin. Dieser Ansatz ist seit den 1980er Jahren eng mit der Entwicklung der jüngeren Unternehmenstheorie verbunden, die sich der Analyse der konkreten Kooperations- und Vernetzungsformen der Unternehmen in einer sich globalisierenden Weltwirtschaft zuwendet. Dabei nimmt sie immer mehr Anregungen der Institutionenökonomik auf. So erklärt Oliver E. Williamson die Beschränkungen des Größenwachstums von Unternehmen aus dem Anstieg der Delegationskosten (der Kosten einer Entscheidung von geringerer Qualität, die durch das Einschalten von Agenten entstehen). Damit finden Aspekte wie Risiko und Vertrauen Eingang in die unternehmenstheoretische Diskussion.

## Kritik
Klaus Brockhoff gibt demgegenüber zu bedenken, dass eine umfassende Theorie der Unternehmung heute entweder aussagenleer bliebe oder eine derart hohe Komplexitätsstufe erreiche, dass sie eine Handhabung unmöglich mache. Andere Autoren weisen auf die Beliebigkeit der institutionenökonomischen Erklärungen hin, der gegenüber die Mikroökonomik immerhin auf einer stabilen Grundlage beruhe. Sie bestreite ebenso wenig wie die Prinzipal-Agent-Theorie, dass Akteure nicht dauerhaft gegen ihre Interessen handelten; doch im Gegensatz dazu suche die Institutionenökonomik zu schnell nach rationalen Rekonstruktionen für das Verhalten: Selbst Verhalten gegen die eigenen Interessen (z. B. Wegwerfen von Geld und andere Formen der Verschwendung) könne der Institutionenökonomik zufolge rational sein, wenn es der Informationsübertragung (z. B. zwecks Reputationssteigerung) diene. Damit gehe die Unterscheidung zwischen rationalem und irrationalem Handeln verloren.